# Hohe Tauern
 (septembre 2021).
Si vous disposez d'ouvrages ou d'articles de référence ou si vous connaissez des sites web de qualité traitant du thème abordé ici, merci de compléter l'article en donnant les références utiles à sa vérifiabilité et en les liant à la section « Notes et références ».
Les Hohe Tauern (en italien : Alti Tauri) sont un massif des Alpes orientales centrales. La crête principale, de 130 kilomètres de long, s’élève entre l’Autriche (le Land de Salzbourg, le Land de Carinthie et le Tyrol de l'Est) et l’Italie (la province autonome de Bolzano).
Le nom Hohe Tauern désigne à l’origine des « hauts cols » dans les Alpes centrales autrichiennes, accessibles par les nombreux sentiers qui traversent les vallées latérales de la Salzach. Depuis le Moyen Âge, durant l’apogée de l’exploitation minière, le terme a été étendu aux montagnes elles-mêmes.
Les Hohe Tauern sont traditionnellement comprises dans les Alpes noriques. Le Grossglockner, la plus haute montagne d'Autriche de ses 3 798 m d'altitude, est le point culminant du massif.

## Géographie

### Situation
Le massif est bordé au nord par la rivière Salzach et au sud par la Drave. Il s'étend de la Krimmler Ache à l'ouest jusqu'au cours supérieur de la Mur et au col du Katschberg à l'est. Les Hohe Tauern sont entourés des Alpes de Kitzbühel et des Alpes de Berchtesgaden au nord, des Niedere Tauern au nord-est, des Alpes de Gurktal au sud-est, des Alpes de Gailtal et des Alpes carniques au sud, des Dolomites au sud-ouest et des Alpes de Zillertal à l’ouest.

Carte topographique de la crête principale des Hohe Tauern.

Selon la classification orographique des Alpes orientales développée par les clubs alpins allemand, autrichien et sud-tyrolien (Alpenvereinseinteilung der Ostalpen, AVE), le massif est formé par les chaînons suivants (de l'ouest à l'est) :
- le chaînon de Venise (en allemand : Venedigergruppe), point culminant : le Grossvenediger à 3 657 m ;
- le chaînon de Granatspitze (Granatspitzgruppe), point culminant : le Großer Muntanitz à 3 232 m ;
- le chaînon de Glockner (Glocknergruppe), point culminant : le Grossglockner à 3 798 m ;
- le chaînon de Goldberg (Goldberggruppe), point culminant : le Hocharn à 3 254 m ;
- le chaînon d’Ankogel (Ankogelgruppe), point culminant : la Hochalmspitze à 3 360 m.

Intercalés au sud de la crête principale sont :
- le chaînon de Rieserfern (Rieserfernergruppe), point culminant : le Hochgall à 3 436 m ;
- le chaînon des montagnes de Villgrat (Villgratner Berge) autrement appelées montagnes de Defereggen (Defereggengebirge), point culminant : la Weiße Spitze à 2 962 m ;
- le chaînon de Schober (Schobergruppe), point culminant : le Petzeck à 3 282 m ;
- le chaînon de Kreuzeck (Kreuzeckgruppe), point culminant : le Polinik à 2 784 m.

L’origine du nom « chaînon de Venise » est équivoque, mais proviendrait d’une légende qui voudrait que les bergers autochtones, en voyant pour la première fois l’immense masse de glace brillante des montagnes ont cru y déceler le reflet de la mer avec une ville : Venise.

### Sommets principaux

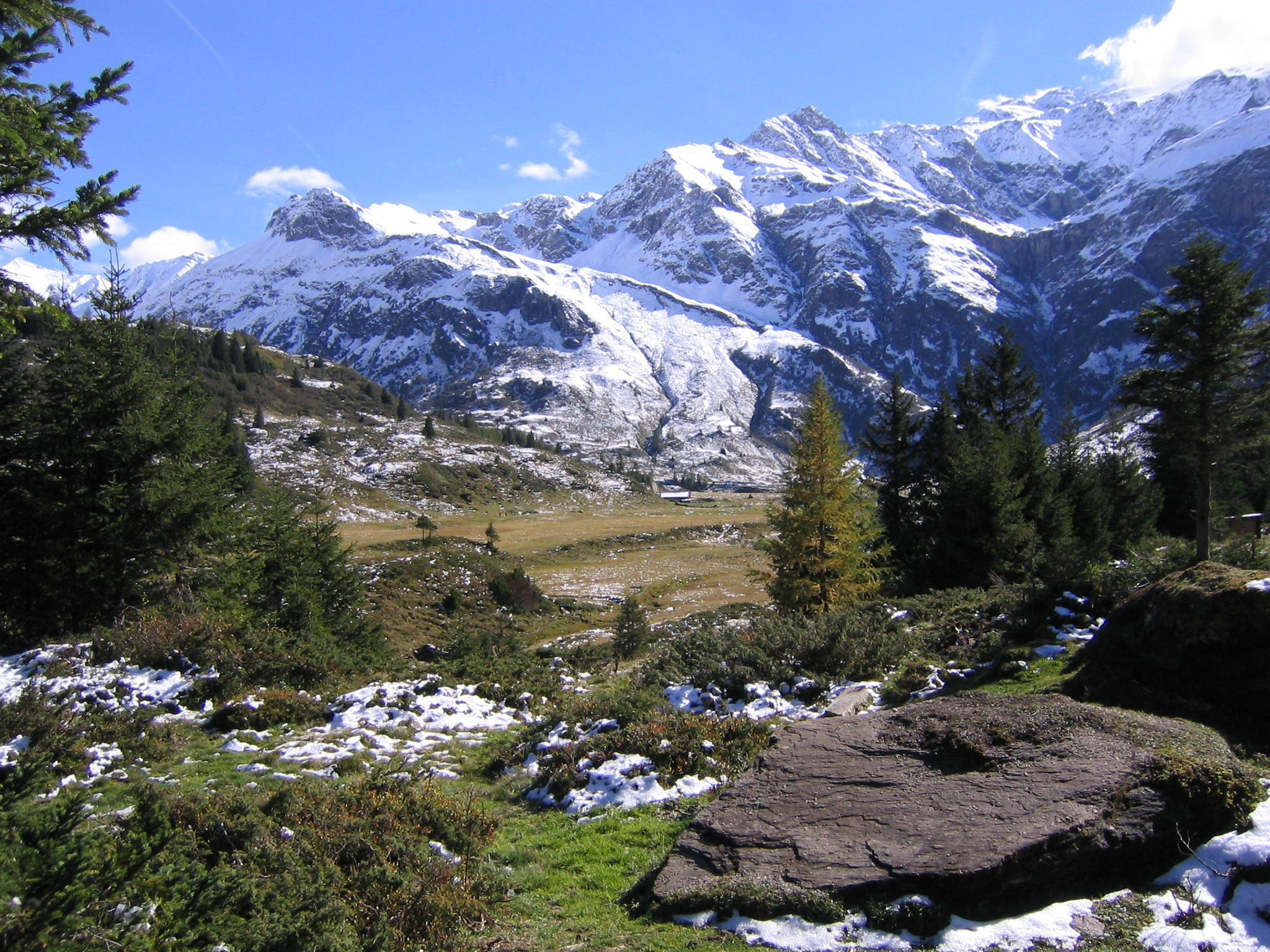
Sportgastein (Bad Gastein)

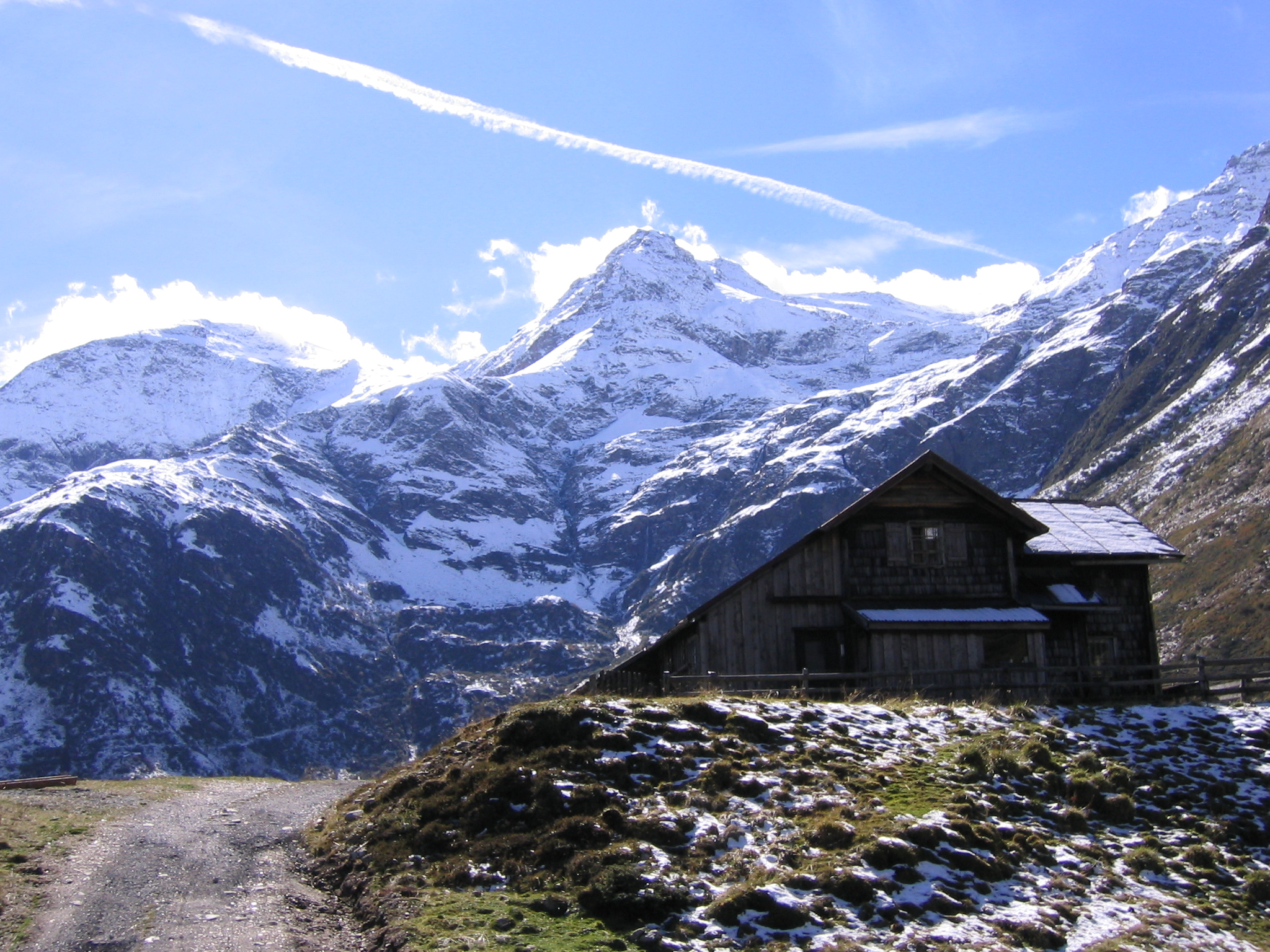
Sportgastein.

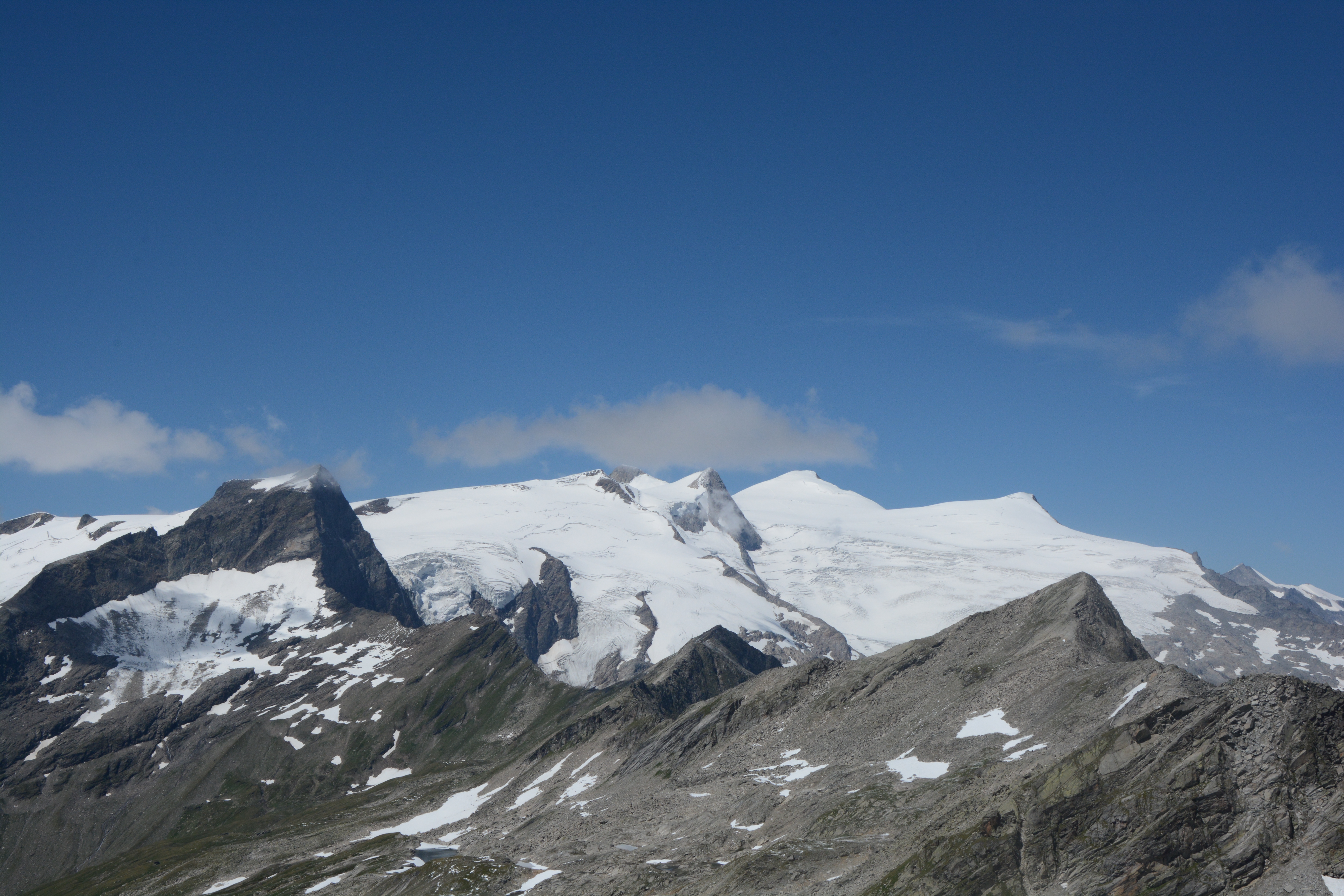
L'Innerer- (2882 m) et l'Äusserer Knorrkogel (2920 m).

- Grossglockner (Glockner), 3 798 m
- Glocknerwand (Glockner), 3 722 m
- Grossvenediger (Venediger), 3 657 m
- Grosses Wiesbachhorn (Glockner), 3 564 m
- Romariswandkopf (Glockner), 3 511 m
- Dreiherrnspitze (Venediger), 3 499 m
- Rötspitze (Venediger), 3 496 m
- Simonyspitze (Venediger), 3 481 m
- Schneewinkelkopf, 3 472 m
- Johannisberg (Glockner), 3 453 m
- Hochgall (Rieserfern), 3 436 m
- Klockerin (Glockner), 3 422 m
- Hintere Gubachspitze, 3 387 m
- Malhamspitzen (Venediger), 3 368 m
- Hoher Eichham (Venediger), 3 371 m
- Grosser Geiger (Venediger), 3 360 m
- Hochalmspitze (Ankogel), 3 360 m
- Schneebiger Nock (Rieserfern), 3 358 m
- Hohe Riffl (Glockner), 3 346 m
- Petzeck (Schober), 3 283 m
- Vorderer Seekopf, 3 282 m
- Roter Knopf (Schober), 3 281 m
- Althausschneideturm, 3 273 m
- Wildgall (Rieserfern), 3 273 m
- Hocharn (Goldberg), 3 254 m
- Ankogel (Ankogel), 3 252 m
- Quirl (Venediger), 3 251 m
- Hochschober (Schober), 3 242 m
- Lenkstein (Rieserfern), 3 236 m
- Hinterer Seekopf, 3 234 m
- Großer Muntanitz (Granatspitze), 3 232 m
- Wunspitze (Venediger), 3 217 m
- Säulkopf (Venediger), 3 209 m
- Kitzsteinhorn (Glockner), 3 203 m
- Barmer Spitze, 3 200 m
- Zopetspitze, 3 198 m
- Hexenkopf (Venediger), 3 194 m
- Löffelspitze, 3 190 m
- Reggentörlturm, 3 176 m
- Hohes Kreuz, 3 159 m
- Kreuzspitze (Venediger), 3 155 m
- Totenkarspitze, 3 133 m
- Ralfkopf, 3 106 m
- Sonnblick (Goldberg), 3 105 m
- Luckenkogel, 3 100 m
- Granatspitze (Granatspitze), 3 086 m
- Rauhkogel (Venediger), 3 070 m
- Rauhkopf, 3 070 m
- Wunwand, 3 061 m
- Rosenspitze, 3 060 m
- Grossschober, 3 054 m
- Törlspitze, 3 052 m
- Schernerskopf (Venediger), 3 043 m
- Grosse Windschar (Rieserfern), 3 041 m
- Westliche Erlsbacher Spitze, 3 035 m
- Äusserer Knappentröger, 3 031 m
- Dreieckspitze, 3 030 m
- Kratzenberg, 3 022 m
- Seespitze, 3 021 m
- Wildenkogel (Venediger), 3 021 m
- Östliche Erlsbacher Spitze, 3 015 m
- Törlkopf, 3 010 m
- Bretterspitze (Venediger), 3 001 m

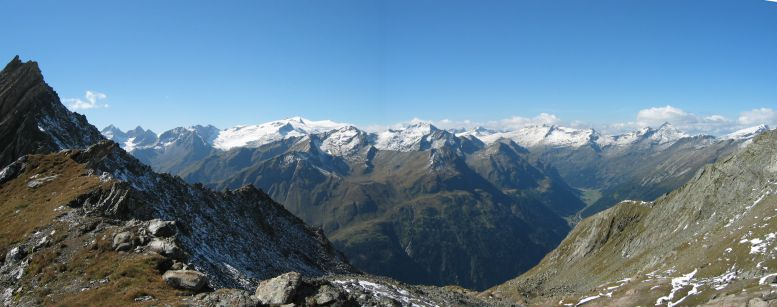
Panorama sur le chaînon de Venise dans les Hohe Tauern

Panorama de la vallée de Naßfeld dans les Alpes autrichiennes, vu depuis le refuge Hagener Hütte du col de Niederer Tauern.

### Glaciers

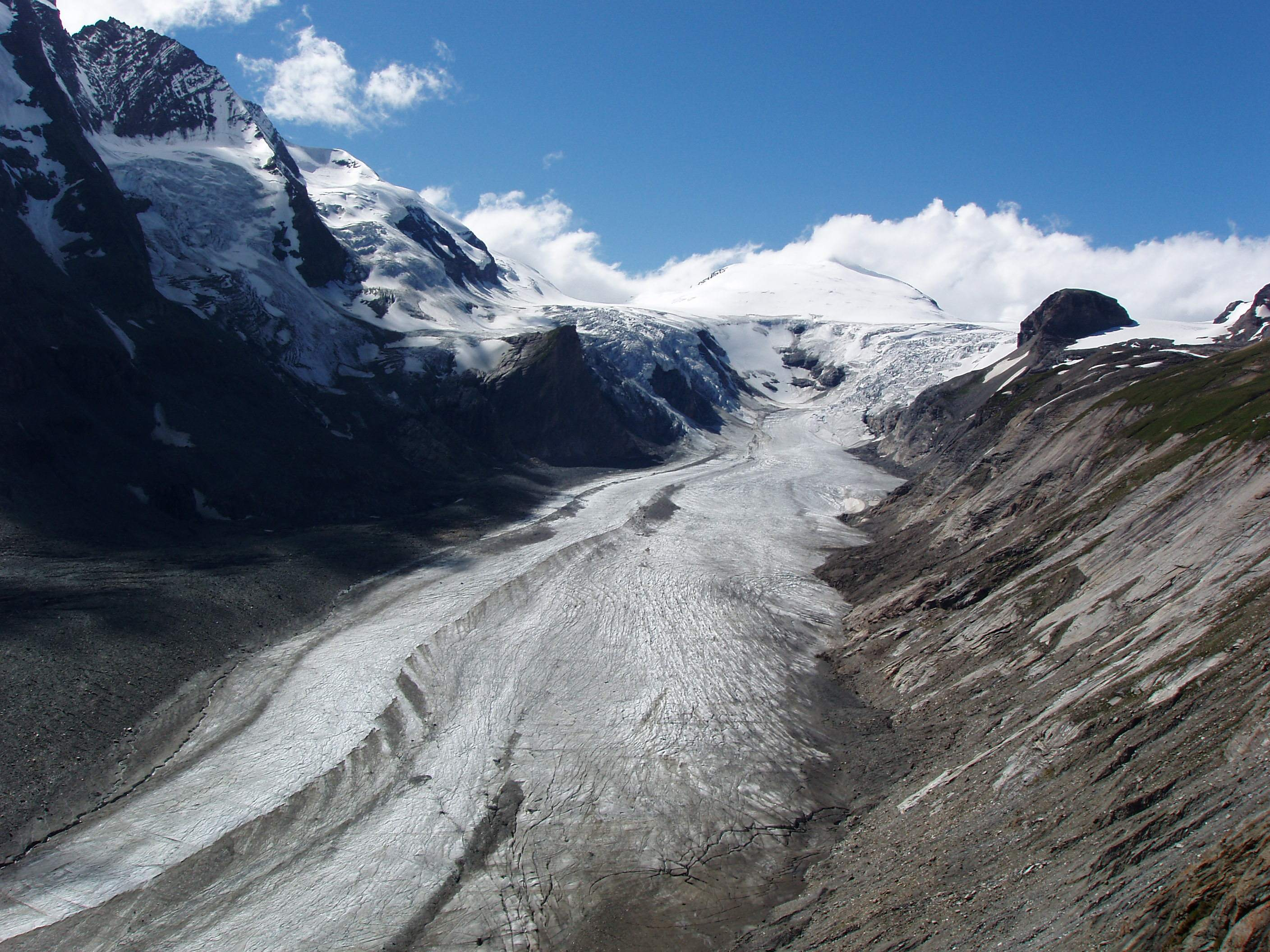
Pasterze et Grossglockner

Le massif est recouvert d’importants glaciers, dont le Pasterze, le plus long d’Autriche.

### Géologie
Les Hohe Tauern sont constitués de roches cristallines et schisteuses. La structure géologique du massif est très complexe. Des gneiss du Paléozoïque aux micaschistes sur phyllite et des quartzites aux calcaires du Mésozoïque règne une grande diversité renforcée par la tectonique de la plaque des Hohe Tauern. Cela donne aussi de l’attrait et de la diversité au paysage : falaises verticales, arêtes saillantes, alpages, marécages d’altitude, glaciers, lacs de montagne, sommets renommés. La limite des glaciers des Hohe Tauern se situe entre 2 700 m et 2 900 m.
Les vallées orientées vers le nord descendent en marches (vallées d’auges glaciaires) avec de violentes cascades et des gorges profondes (gorge de Gasteiner et gorge de Liechtenstein, Kitzlochklamm, etc.).

## Activités

### Stations de sports d'hiver
- Bad Gastein
- Bad Hofgastein
- Flattach
- Grossarl
- Heiligenblut
- Kals am Großglockner
- Kaprun
- Mallnitz
- Matrei in Osttirol
- Rauris
- Sankt Jakob in Defereggen
- Sankt Johann im Walde
- Untergaimberg
- Unterkolbnitz
- Uttendorf
- Valle Aurina

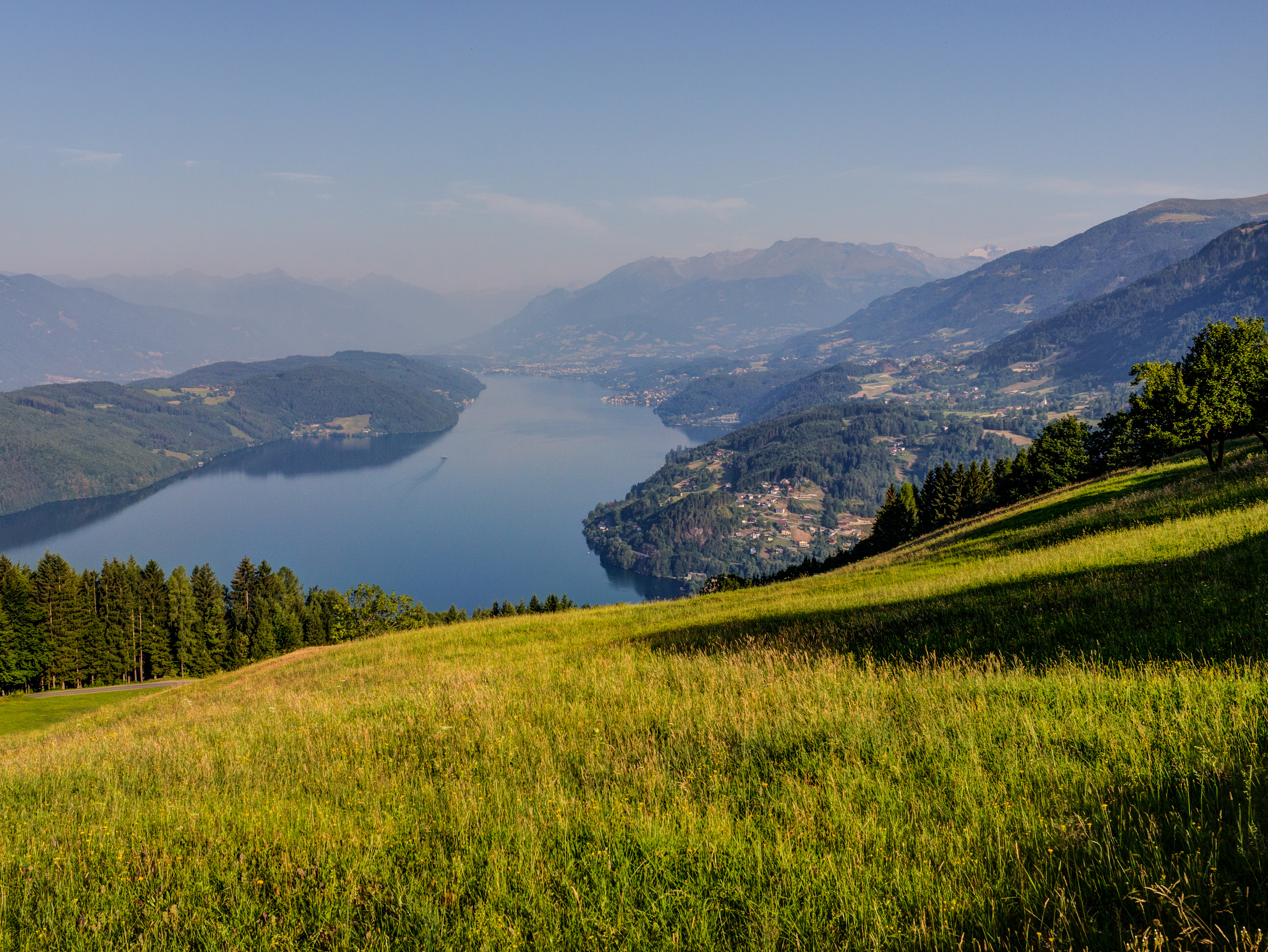
Lac de Millstätt et Hohe Tauern.
Lac Stappitz près de Mallnitz.
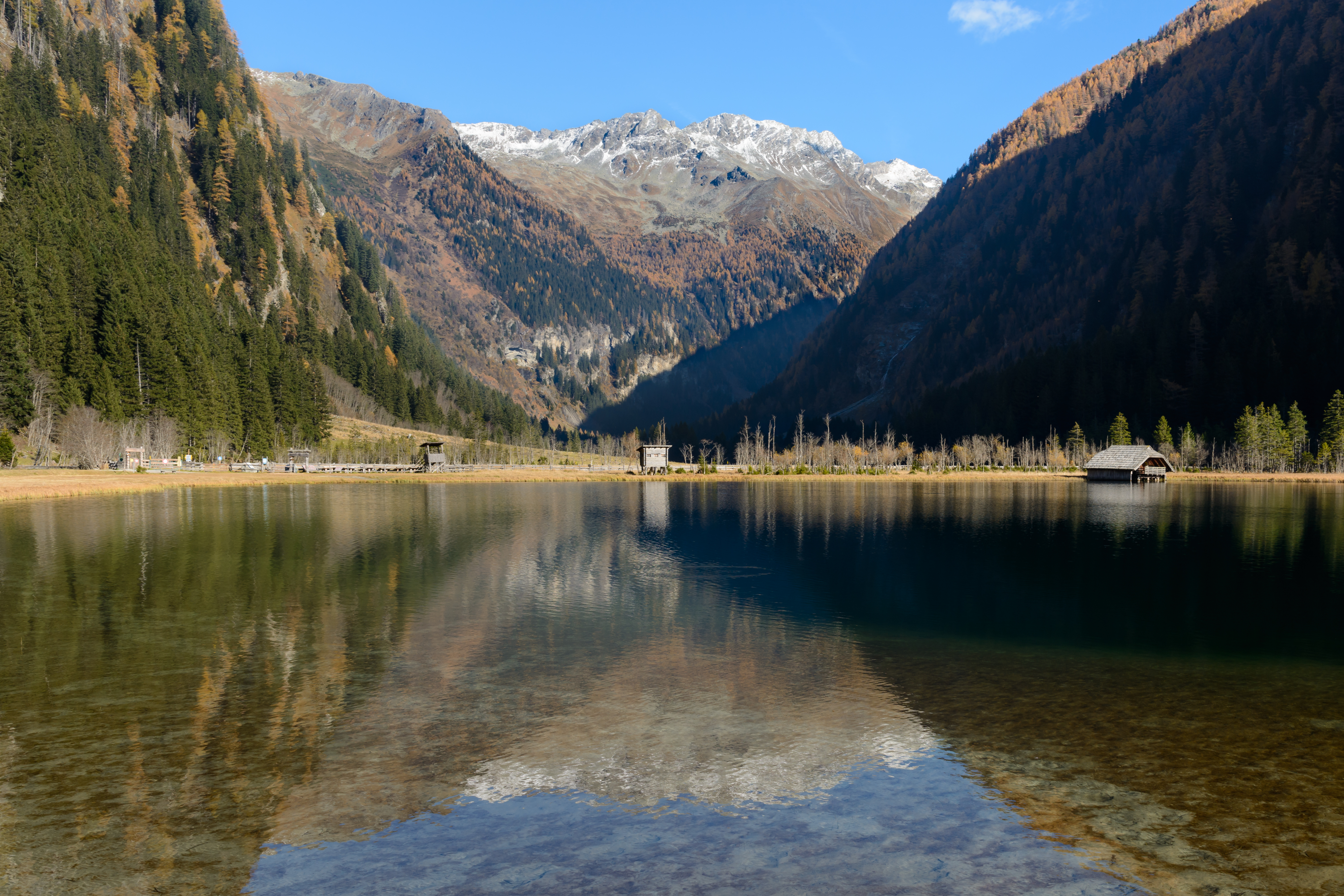
Lac Stappitz.

### Environnement

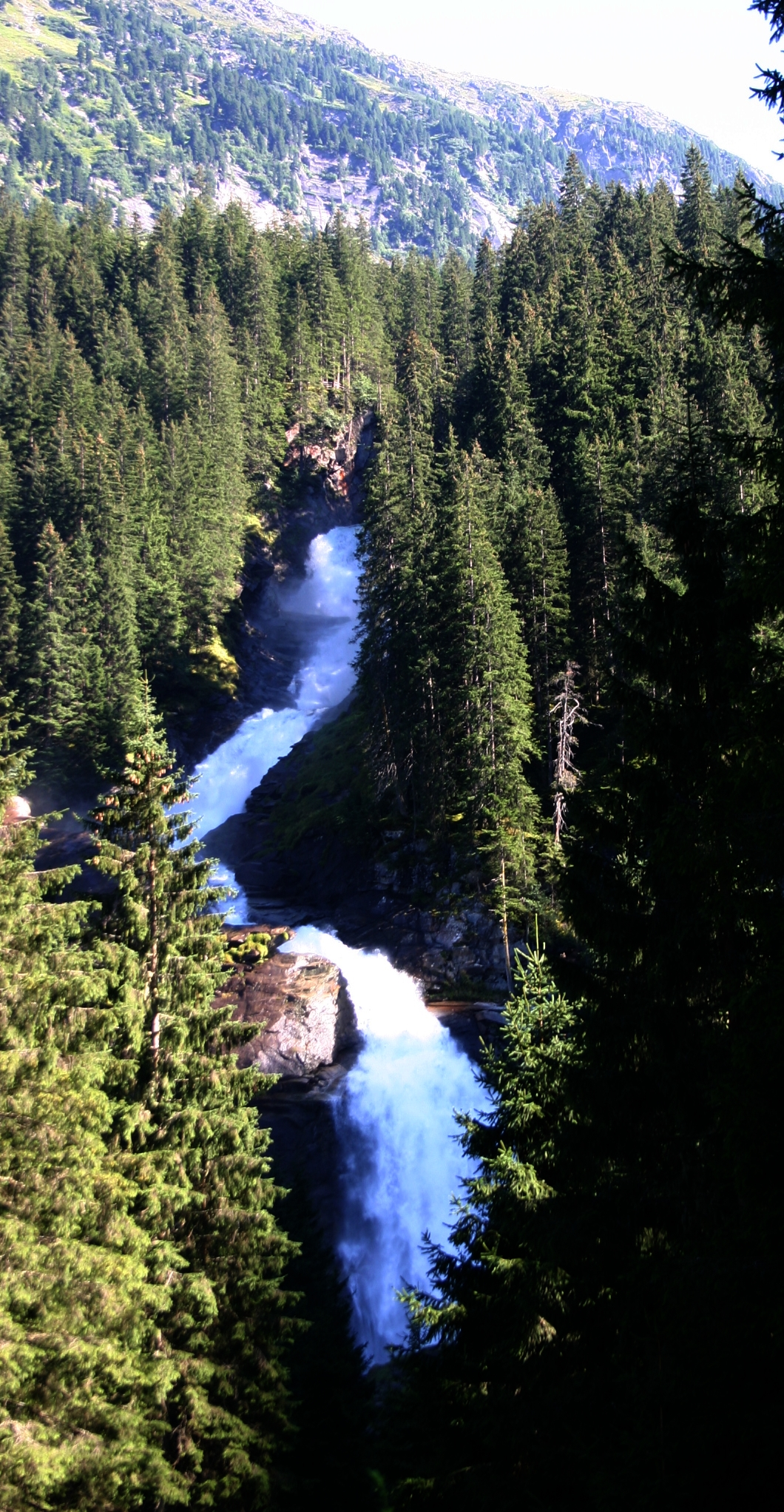
Les cascades de Krimml.

Au centre du massif a été créé le parc national des Hohe Tauern auquel ont contribué le Club alpin autrichien et les trois länder de Tyrol, Salzbourg et Carinthie. Avec approximativement 1 800 km2, c’est le plus étendu des six parcs nationaux autrichiens, et il est divisé en une zone centrale (interdiction totale de toute construction) et une zone périphérique exploitée pour la sylviculture et le pâturage de montagne.
Le tourisme s’est assez peu répandu depuis la création du parc mais est devenu moins destructeur pour l’environnement. L’accent est mis particulièrement sur la protection du milieu et la sauvegarde des modes de vie traditionnels aux Alpes.
Les profondes gorges présentes sur le versant nord sont aménagées avec des passerelles sécurisées pour les visiteurs.
Les voies de communication importantes à travers les Hohe Tauern sont le Felbertauerntunnel, la Haute route alpine du Großglockner, le Tauerntunnel (chemin de fer) et le Katschbergtunnel sur l'autoroute A10 (Tauern Autobahn).